# Vanessa Frazier

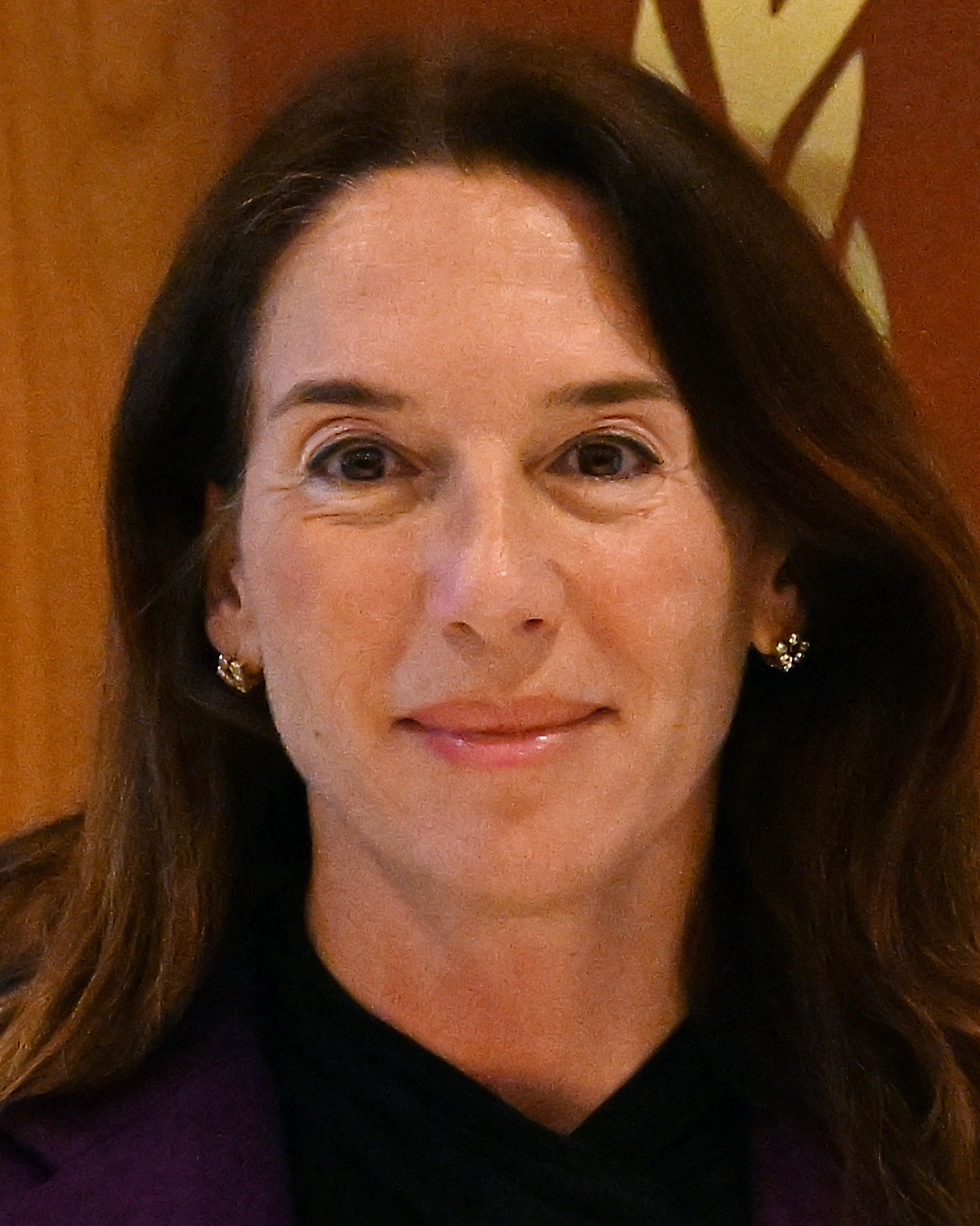
Vanessa Frazier (2024)

Vanessa Frazier (gebürtig Vanessa Grima Baldacchino; * 24. Mai 1969) ist eine maltesische Diplomatin und Botschafterin. Sie ist seit dem 6. Januar 2020 Ständige Vertreterin ihres Landes bei den Vereinten Nationen in New York. Zuvor war sie Botschafterin in Italien und San Marino.

## Leben
Vanessa Frazier ist die Tochter von Frank Grima and Maria Baldacchino. Sie absolvierte ein Bachelorstudium in Betriebswirtschaft und Französisch am Luther College in Decorah, Vereinigte Staaten. Den Masterabschluss in Diplomatie erhielt sie an der Universität Malta. Sie trat 1992 in den diplomatischen Dienst ihres Landes ein und war an den Botschaften in Washington, D.C., Rom, Brüssel und London beschäftigt.
Als Botschafterin war Frazier bis Oktober 2013 in Belgien und Luxemburg sowie als Ständige Vertreterin bei der NATO akkreditiert. Von 2013 bis 2019 vertrat sie Malta in Italien und San Marino. Am 6. Januar 2020 übergab Vanessa Frazier ihr Akkreditierungsschreiben an UN-Generalsekretär António Guterres.
2014 wurde Frazier mit dem Ordre national du Mérite und 2018 mit dem Verdienstorden der Italienischen Republik, jeweils in der Klasse Ritter, ausgezeichnet.
Frazier ist verheiratet und Mutter von zwei Kindern. Sie ist seit mehr als 35 Jahren Judosportlerin und langjährige Landesmeisterin in ihrer Gewichtsklasse.